# Pitești
Piteşti (pronúncia romena: [piˈteʃtʲ]) é uma cidade da Romênia, localizada no rio Argeș, sendo a capital e maior cidade do distrito de Argeș, é um importante centro comercial e industrial da região.

## Geografia
A cidade faz parte da região histórica da Valáquia, situada ao norte e na parte ocidental da sub-região de Muntenian, encontra-se na margem direita do rio Argeș.

## População
| 1912  | 1930  | 1948  | 1956  | 1966  | 1977   | 1992   | 2002   | 2011   |
| 19722 | 19532 | 29007 | 38330 | 60113 | 123943 | 179337 | 168458 | 155383 |